# Madame Bintje

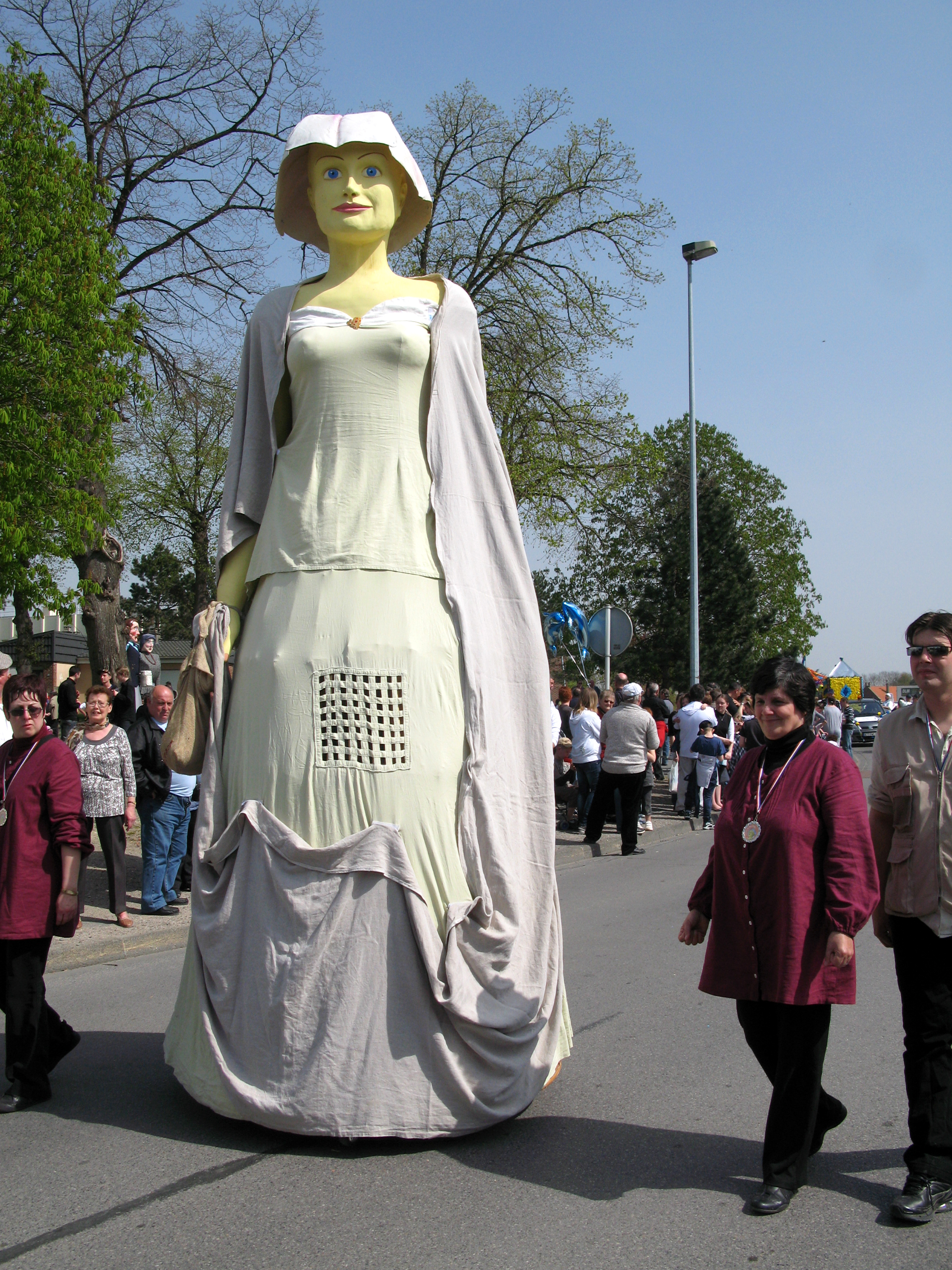
Madame Bintje en procession à Ham (Somme) en avril 2010.

Madame Bintje est une géante de processions et de cortèges qui représente la commune de Hondschoote (Nord). Inaugurée en 2006 à Hondschoote, elle est née à l'issue d'un concours de dessin qui s'est tenu en 2005, année du centenaire de la variété de pomme de terre 'Bintje', sur l'initiative d'un comité technique représentant les professionnels de la pomme de terre de la région Nord-Pas-de-Calais. La 'Bintje' est en effet la pomme de terre la plus cultivée dans cette région.
Cette géante mesure 3,80 m de haut et pèse 60 kg. Elle est portée par un seul porteur. Son diamètre au sol est de 1,50 m. Son chapeau représente une fleur de pomme de terre.

## Pour approfondir